# Piper tocacheanum
Piper tocacheanum är en pepparväxtart som beskrevs av C. Dc.. Piper tocacheanum ingår i släktet Piper och familjen pepparväxter. Inga underarter finns listade i Catalogue of Life.